# MTV Movie Awards 1994
La 3ª edizione degli MTV Movie Awards si è svolta il 4 giugno 1994 ai Sony Pictures Studios di Culver City, California, ed è stata presentata da Will Smith.

## Performance musicali
Nel corso dello spettacolo si sono esibiti:
- Bon Jovi (Good Guys Don't Always Wear White)
- Nate Dogg e Warren G. (Regulate)
- Toni Braxton (You Mean the World to Me)
- John Mellencamp e Me'shell NdegeOcello (Wild Night)
- Toby Huss (medley delle canzoni nominate come Miglior canzone)
- il supergruppo Backbeat composto da Mike Mills dei R.E.M., Dave Grohl dei Nirvana, Dave Pirner dei Soul Asylum, Thurston Moore dei Sonic Youth, Don Fleming dei Gumball e Greg Dulli degli Afghan Whigs (Money (That's What I Want), Helter Skelter)

## Parodie (Movie Spoofs)
Nel corso dello spettacolo sono stati parodiati:
- Il fuggitivo (The Fugitive)
- Jurassic Park
- Lezioni di piano (The Piano)

## Vincitori e candidati
I vincitori sono indicati in grassetto.

### Miglior film (Best Movie)
- Nella giungla di cemento (Menace II Society), regia di Albert e Allen Hughes
- Il fuggitivo (The Fugitive), regia di Andrew Davis
- Jurassic Park, regia di Steven Spielberg
- Philadelphia, regia di Jonathan Demme
- Schindler's List - La lista di Schindler, regia di Steven Spielberg

### Miglior performance maschile (Best Male Performance)
- Tom Hanks - Philadelphia
- Tom Cruise - Il socio (The Firm)
- Harrison Ford - Il fuggitivo (The Fugitive)
- Val Kilmer - Tombstone
- Robin Williams - Mrs. Doubtfire - Mammo per sempre (Mrs. Doubtfire)

### Miglior performance femminile (Best Female Performance)
- Janet Jackson - Poetic Justice
- Angela Bassett - Tina - What's Love Got to Do with It (What's Love Got to Do with It?)
- Demi Moore - Proposta indecente (Indecent Proposal)
- Julia Roberts - Il rapporto Pelican (The Pelican Brief)
- Meg Ryan - Insonnia d'amore (Sleepless in Seattle)

### Attore più attraente (Most Desirable Male)
- William Baldwin - Sliver
- Tom Cruise - Il socio (The Firm)
- Val Kilmer - Tombstone
- Jean-Claude Van Damme - Senza tregua (Hard Target)
- Denzel Washington - Il rapporto Pelican (The Pelican Brief)

### Attrice più attraente (Most Desirable Female)
- Janet Jackson - Poetic Justice
- Kim Basinger - Getaway (The Getaway)
- Demi Moore - Proposta indecente (Indecent Proposal)
- Alicia Silverstone - La ragazza della porta accanto (The Crush)
- Sharon Stone - Sliver

### Miglior performance rivelazione (Breakthrough Performance)
- Alicia Silverstone - La ragazza della porta accanto (The Crush)
- Ralph Fiennes - Schindler's List - La lista di Schindler
- Jason Scott Lee - Dragon - La storia di Bruce Lee (Dragon: The Bruce Lee Story)
- Ross Malinger - Insonnia d'amore (Sleepless in Seattle)
- Jason James Richter - Free Willy - Un amico da salvare (Free Willy)

### Miglior coppia (Best On-Screen Duo)
- Harrison Ford e Tommy Lee Jones - Il fuggitivo (The Fugitive)
- Mary Stuart Masterson e Johnny Depp - Benny & Joon
- Tom Hanks e Denzel Washington - Philadelphia
- Meg Ryan e Tom Hanks - Insonnia d'amore (Sleepless in Seattle)
- Dana Carvey e Mike Myers - Fusi di testa 2 (Wayne's World 2)

### Miglior cattivo (Best Villain)
- Alicia Silverstone - La ragazza della porta accanto (The Crush)
- Macaulay Culkin - L'innocenza del diavolo (The Good Son)
- John Malkovich - Nel centro del mirino (In the Line of Fire)
- Wesley Snipes - Demolition Man
- Tyrannosaurus rex - Jurassic Park

### Miglior performance comica (Best Comedic Performance)
- Robin Williams - Mrs. Doubtfire - Mammo per sempre (Mrs. Doubtfire)
- Jim Carrey - Ace Ventura: l'acchiappanimali (Ace Ventura: Pet Detective)
- Johnny Depp - Benny & Joon
- Whoopi Goldberg - Sister Act 2 - Più svitata che mai (Sister Act 2: Back in the Habit)
- Pauly Shore - Son In Law

### Miglior canzone (Best Song From a Movie)
- Will You Be There cantata da Michael Jackson - Free Willy - Un amico da salvare (Free Willy)
- All For Love cantata da Bryan Adams, Rod Stewart e Sting - I tre moschettieri (The Three Musketeers)
- Can't Help Falling in Love cantata da UB40 - Sliver
- I'm Gonna Be (500 Miles) cantata da The Proclaimers - Benny & Joon
- Streets of Philadelphia cantata da Bruce Springsteen - Philadelphia
- When I Fall In Love cantata da Céline Dion e Clive Griffin - Insonnia d'amore (Sleepless in Seattle)

### Miglior bacio (Best Kiss)
- Demi Moore e Woody Harrelson - Proposta indecente (Indecent Proposal)
- Patricia Arquette e Christian Slater - Una vita al massimo (True Romance)
- Kim Basinger e Dana Carvey - Fusi di testa 2 (Wayne's World 2)
- Jason James Richter e Willy - Free Willy - Un amico da salvare (Free Willy)
- Winona Ryder e Ethan Hawke - Giovani, carini e disoccupati (Reality Bites)

### Miglior sequenza d'azione (Best Action Sequence)
- L'incidente ferroviario - Il fuggitivo (The Fugitive)
- La sequenza d'apertura - Cliffhanger - L'ultima sfida (Cliffhanger)
- La sequenza motociclistica - Senza tregua (Hard Target)
- La sequenza del T-Rex e della jeep - Jurassic Park
- "Lena Olin Handcuffed In Backseat Of Car" - Triplo gioco (Romeo Is Bleeding)

### Miglior nuovo film-maker (Best New Filmmaker)
- Steven Zaillian

### Premio alla Carriera (Lifetime Achievement Award)
- Richard Roundtree